# Microsoft Certified Database Administrator
Der MCDBA (Microsoft Certified Database Administrator, MCDBA 2000) war eine Zertifizierung von Microsoft, die ein Proband nach Ablegen von vier Einzelprüfungen erlangen konnte. Nach Ablegen einer Prüfung durfte man sich bereits MCP (Microsoft Certified Professional) nennen.
Die Zertifizierung MCDBA galt als weltweiter Standard, mit dem man seine Fähigkeiten mit dem Microsoft SQL Server umzugehen unter Beweis stellen konnte.